# Carlos Kiese
Carlos Alberto Kiese Wiesner (né le 1er juin 1957 à Tebicuary au Paraguay) est un joueur de football international paraguayen, qui évoluait au poste de milieu de terrain, avant de devenir entraîneur.

## Biographie

### Carrière de joueur

#### Carrière en sélection
Avec l'équipe du Paraguay, il joue 10 matchs (pour aucun but inscrit) entre 1979 et 1983. 
Il figure dans le groupe des sélectionnés lors des Copa América de 1975 et de 1979. Il remporte cette compétition en 1979.
Il joue également un match face au Chili comptant pour les tours préliminaires de la coupe du monde 1982.

### Carrière d'entraîneur
Il dirige les joueurs paraguayens lors de la Copa América 1991 organisée au Chili. 

## Palmarès

### Palmarès de joueur
| Club Olimpia \| - Championnat du Paraguay (6) : - Champion: 1975, 1978, 1979, 1981, 1982 et 1983. - Copa Libertadores (1) : - Vainqueur : 1979. \| \| - Coupe intercontinentale (1) : - Vainqueur : 1979. - Copa Interamericana (1) : - Vainqueur : 1979. \| |  | Paraguay - Copa América (1) : - Vainqueur: 1979                                                     |
| - Championnat du Paraguay (6) : - Champion: 1975, 1978, 1979, 1981, 1982 et 1983. - Copa Libertadores (1) : - Vainqueur : 1979. |  | - Coupe intercontinentale (1) : - Vainqueur : 1979. - Copa Interamericana (1) : - Vainqueur : 1979. |

### Palmarès d'entraîneur
Cerro Porteño
- Championnat du Paraguay (1) :
  - Champion: 1996.